# ریکاردو کازینی
ریکاردو کازینی (انگلیسی: Riccardo Casini؛ زادهٔ ۲ فوریهٔ ۱۹۹۲) بازیکن فوتبال اهل ایتالیا است.
از باشگاه‌هایی که در آن بازی کرده‌است می‌توان به باشگاه فوتبال بولونیا و باشگاه فوتبال پارما اشاره کرد.